# Edmund Pendleton
Edmund Pendleton (9 de septiembre de 1721 – 23 de octubre de 1803) fue un plantador de Virginia, político, abogado, y juez. Formó parte de la legislatura de Virginia antes y durante la guerra de Independencia de los Estados Unidos, escalando a la posición de speaker. Pendleton participó del Primer Congreso Continental como uno de los delegados de Virginia junto con George Washington y Patrick Henry, firmó la Asociación Continental, y dirigió las dos convenciones en las que Virginia declaró la Independencia (1776) y se adoptó la Constitución de los Estados Unidos (1788). 
A diferencia de su rival ocasional Henry, Pendleton fue un moderado que inicialmente buscó la reconciliación antes que la rebelión. Junto con Thomas Jefferson y George Wythe, Pendleton revisó el código legal de Virginia luego de la ruptura con Gran Bretaña. Para los contemporáneos, Pendleton puede haberse distiguido mayormente como juez, particularmente en los roles apelativos en los que él gastó sus últimos 25 años, incluyendo su liderazgo en lo que hoy se conoce como la Corte Suprema de Virginia.
Al escuchar de su muerte, el Congreso acordó usar insignias de luto por 30 días y expresó "su pesar que otra estrella haya caído de la espléndida constelación de virtud y de talentos que guiaron al pueblo de los Estados Unidos, en su lucha por la independencia".

## Primeros años
Pendleton nació en el Condado de Caroline (Virginia), de Mary Bishop Taylor, cuyo joven esposo (y padre de sus otros seis niños), Henry Pendleton, murió cuatro meses antes.  El abuelo materno de Pendleton, James Taylor, era un cuantioso lugarteniente en el vecino Condado de Rappahannock y podría haber ayudado a criar a los niños hasta que la viuda se volvió a casar con Edward Watkins dos años más tarde. Cuando Edmund tenía 14 años, se convirtió en aprendiz de Benjamin Robinson, funcionario de la Corte del Condado de Caroline, de quién aprendió sobre los asuntos políticos y pronto empezó a leer libros de derecho y a aprender los procedimientos legales.  En 1737, Pendleton se convirtió en funcionario de la sacristría de la iglesia St. Mary's Parish de Caroline, desde donde comenzó su involucramiento con los asuntos prácticos de índole religioso, los cuales no dejaría por el resto de su vida.

## Carrera

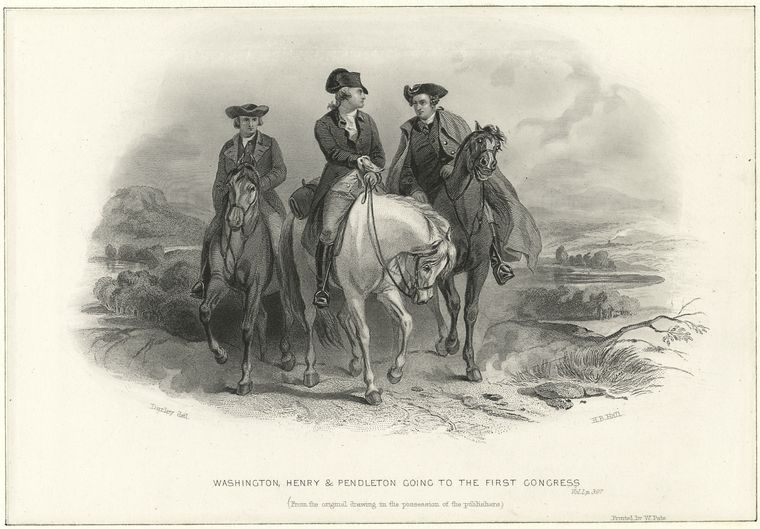
Washington, Henry y Pendleton yendo al Primer Congreso, litografía, Henry Bryan Hall

Pendleton recibió una licencia para practicar derecho en abril de 1741. Su éxito ante las cortes de los condados vecinos, incluyendo su actuación como fiscal del Condado de Essex, le permitió a Pendleton convertirse en miembro de la barra de la Corte General en octubre de 1745. Cuando se les prohibió a los abogados practica ante ambas cortes, Pendleton eligió a la Corte General y finalizó su práctica en la corte inferior—lo cual le permitió aceptar el nombramiento como juez de la paz del Condado de Coraline en 1751. Pendleton también entreno muchos abogados jóvenes, incluyendo sus sobrinos John Penn (que luego sería uno de los firmantes de la Declaración de Independencia) y John Taylor de Caroline (quién se convirtió en un Senador de los Estados Unidos).
De 1752 hasta 1776, Pendleton representó al Condado de Caroline en la House of Burgesses (en español, Cámara de los Burgeses). En mayo de 1766, su mentor, el poderoso presidente de la cámara John Robinson murió, y Pendleton fue nombrado como uno de los albaceas de su testamento, involucrándose así en el Escándalo del patrimonio de John Robinson para el resto de su carrera legal.

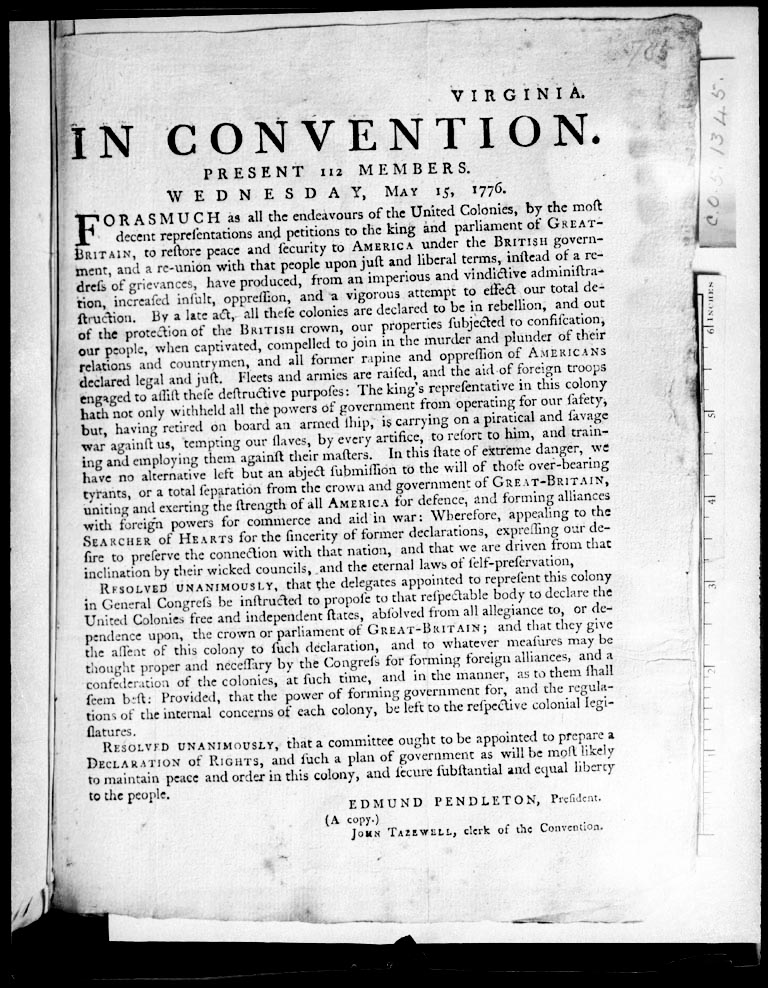
Enviado de la Delegación de Virginia al Congreso Continental y Richard Henry Lee para avanzar por la Independencia Resolución Lee 7 de junio de 1776.

Pendleton estuvo en el Comité de Correspondencia de Virginia en 1773 y fue designado delegado de Virginia ante el Congreso Continental en 1774. Un moderado entre los revolucionarios, en una resolución del Segundo Congreso Continental dijo: "El cimiento y fundación de la actual disputa infeliz entre ambos Ministerio y  Parlamento británicos y América, es un Derecho reclamado por el anterior a gravar a los Súbditos del último sin su consentimiento, y no una inclinación de nuestra parte a establecer la independencia, la que rechazamos absolutamente y deseamos restaurar una Conexión Constitucional bajo las bases más solidas y razonables."
Pendleton sirvió como presidente del Comité de Seguridad de Virginia del 16 de agosto de 1775, hasta el 5 de julio de 1776 (efectivamente actuando como gobernador de la colonia), y como presidente de la Convención de Virginia la cual autorizó a los delegados de Virginia a proponer una resolución para romper con Gran Bretaña y diseñar una Declaración de Independencia. La Convención debatió la Declaración de Derechos de Virginia, redactada por George Mason, que sirvió como modelo para la Declaración de Independencia. Pendleton propuso una modificación en la enunciación de los derechos universales en la declaración de Virginia para excluir a los esclavos, ganándose así el apoyo de los propietarios de esclavos.
Sus pares delegados lo eligieron como el primer presidente de la nueva Cámara de Delegados de Virginia, aunque terminó perdiéndose la primera sesión luego de que se dislocara la cadera tras una caída de un caballo en marzo de 1777, usando muletas por el resto de su vida. Pendleton, junto con Thomas Jefferson y George Wythe, revisó el código de leyes de Virginia. Se convirtió en juez de la Alta Corte de Cancillería en 1777. Cuando Virginia creó una Corte Suprema de Apelaciones en 1778, Pendleton fue designado como su primer presidente y ocupó el cargo hasta su muerte. En 1788, los delegados anónimamente seleccionaron a Pendleton presidente de la Convención de Ratificación de Virginia. Cuando Wythe tomó el puesto, Pendleton se dirigió a sus colegas así: "...el pueblo por nosotros están reunidos pacíficamente, para contemplar en las tranquilas luces de la filosofía suave, que Gobierno está mejor calculado para promover su felicidad, y asegurar su libertad. Esto, estoy seguro, lo lograremos, si no los perdemos de vista por un apego excesivo a las imágenes de belleza u horror, en nuestras investigaciones sobre la antigüedad, o en nuestros viajes en busca de ejemplos a regiones remotas.".